# Petros Gkaidatzis
Petros Gkaidatzis (Salonicco, 25 novembre 2000) è un canottiere greco.

## Carriera
Nel 2023 ha cominciato a fare coppia con Antonios Papakonstantinou insieme a cui, il 27 maggio dello stesso anno, vince la medaglia di bronzo ai campionati europei di Bled nel due senza pesi leggeri.
L'anno seguente, sempre con Papakonstantinou, si qualifica per i Giochi olimpici di Parigi 2024 dove, il 2 agosto, vince un'altra medaglia di bronzo.

## Palmarès
- Giochi olimpici

Parigi 2024: bronzo nel due di coppia pesi leggeri.
- Campionati europei di canottaggio

Bled 2023: bronzo nel due senza pesi leggeri.